# Daisuke Takahashi
Daisuke Takahashi (født 18. september 1983) er en tidligere japansk fodboldspiller.
Han har spillet for flere forskellige klubber i sin karriere, herunder Oita Trinita og Cerezo Osaka.